# Randevillers
Randevillers település Franciaországban, Doubs megyében. Lakosainak száma 111 fő (2022. január 1.). Randevillers Chazot, Sancey és Vellevans községekkel határos.

## Népesség
A település népessége az elmúlt években az alábbi módon változott:
| Lakosok száma | 147  | 107  | 113  | 103  | 110  | 114  | 122  | 122  | 122  | 111  |
|               | 1968 | 1982 | 1990 | 2006 | 2013 | 2015 | 2017 | 2019 | 2020 | 2022 |